# 罗卡贝尔纳尔达
罗卡贝尔纳尔达（義大利語：Roccabernarda），是意大利克罗托内省的一个市镇。总面积65平方公里，人口3404人，人口密度52.4人/平方公里（2009年）。